# Ben Maher
Ben Maher, né le 30 janvier 1983 est un cavalier de saut d'obstacles britannique, champion olympique par équipes aux Jeux olympiques à Londres en 2012 et vice-champion d'Europe en individuel en 2013.2
En novembre 2013 il occupe la première place de la FEI Longines Ranking List pour le troisième mois consécutif.
Il remporte l'épreuve individuelle des Jeux olympiques de Tokyo 2020 le 4 août 2021 avec Explosion W.

## Biographie

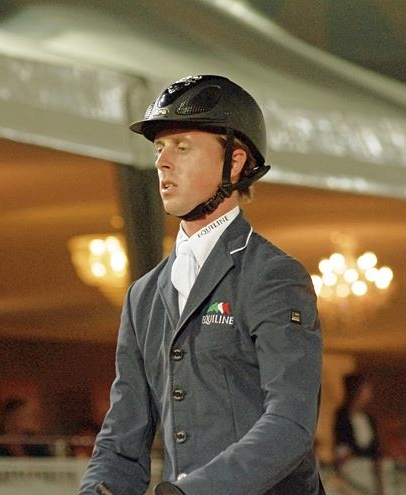
Ben Maher lors du GCT de Cannes en juin 2012.

Ben Maher est né le 30 janvier 1983, dans le quartier londonien d'Enfield. Sa mère est passionnée d'équitation et Ben commence à monter à poney à 8 ans. Il débute les concours de saut d'obstacles et est sélectionné dans l'équipe britannique Poney. En 1997 et 1998, il est sacré Champion d'Europe par équipe à poney. Après avoir fini ses études, il rejoint les écuries de la cavalière et entraîneuse Liz Edgar. Il part ensuite deux ans chez le suisse Beat Mandli pour perfectionner son équitation. Lorsqu'il rentre en Angleterre, il fonde sa propre société et monte des chevaux pour différents propriétaires.
Sa carrière "seniore" débute en 2005, lorsque Ben gagne le Derby et le Speed Derby d'Hickstead. Il devient le plus jeune cavalier à avoir remporté le prestigieux Derby, mais également le seul à s'être imposé dans les deux épreuves la même année. En 2006, il est sélectionné pour les premières fois en Coupes des nations et il est nommé "Best Up & Coming Rider" (cavalier le plus prometteur) par la Fédération Équestre Britannique. Ben est sélectionné pour les Jeux olympiques de Hong Kong avec Rolette en 2008, puis pour les Championnats d'Europe de Windsor l'année suivante avec Robin Hood. Lors des "British Showjumping Awards Ball 2009", il est nommé "Meilleur cavalier britannique". En 2011, il remporte la médaille de bronze par équipes aux Championnats d'Europe de Madrid avec Tripple X, un KWPN de 9 ans. C'est avec cet étalon qu'il gagne son premier Grand Prix 5* devant son public, lors de l'étape Coupe du monde de Londres en décembre 2011.
En mai 2012, il remporte son premier Grand Prix Global Champions Tour, toujours accompagné de Tripple X. Le couple se qualifie ainsi pour les Jeux olympiques de Londres. Le 6 août, à Greenwich Park, l'équipe britannique est sacrée championne olympique et Ben prend la 9e place en individuel.
La capitale britannique réussie à Ben Maher puisqu'en décembre 2012, il remporte 4 épreuves lors du CSIW-5* de Londres-Olympia. En juin 2013, Ben et Cella s’octroient l'étape londonienne du Global Champions Tour. C'est avec cette jument BWP que Ben participe aux Championnats d'Europe de Herning. Un an après son sacre olympique, l'équipe britannique obtienne la médaille d'or. En individuel Ben Maher et Cella remportent la médaille d'argent, en ne commettant qu'une faute sur les cinq parcours du championnat. Ces deux médailles permettent à Maher que progresser de la 19e à la première place du classement mondial, devenant Numéro 1 mondial pour la première fois de sa carrière.
Il remporte l'épreuve individuelle des Jeux olympiques de Tokyo 2020 le 4 août 2021 avec Explosion W.

## Palmarès
Ses principaux résultats en compétitions et championnats :
- 1997 : Médaille d'or par équipes avec Dusty Boy aux Championnats d'Europe Poney d'Hartpury (Grande-Bretagne)
- 1998 : Médaille d'or par équipes avec Dusty Boy aux Championnats d'Europe Poney du Touquet (France)
- 2001 : Vainqueur du Grand Prix du CSI Jeunes Cavaliers d'Hagen avec Ocior
- 2003 : 3e en individuel avec Clouds Away aux Championnats d'Europe Jeunes Cavaliers du Touquet
- 2004 : Médaille d'or par équipes avec Alfredo aux Championnats d'Europe Jeunes Cavaliers
- 2005 : 
  - Vainqueur du Grand Prix du CSI-3* de Zuidlaren (Pays-Bas) avec Niko IV
  - Vainqueur du Derby d'Hickstead (Angleterre) avec Alfredo II
  - Vainqueur du Speed Derby d'Hickstead avec Mercurius
- 2006 : Vainqueur du Speed Derby d'Hickstead avec Mercurius
- 2007 : 
  - Vainqueur du Grand Prix Top Sports du CSIW-5* de Malines (Belgique) avec Rolette
  - Vainqueur de la "Ann Martin Memorial Cup" lors du "Horse of the Year Show" de Birmingham (Grande-Bretagne) avec Gem of India
- 2008 : 
  - Vainqueur des "British Masters" avec Robin Hood W
  - 4e du Grand Prix du CSIO-5* de Rotterdam (Pays-Bas) avec Rolette
  - 7e du Grand Prix du CSIO-5* de La Baule avec Rolette
  - 5e par équipes et 19e en individuel aux Jeux olympiques de Hong Kong (Chine) avec Rolette
- 2009 :
  - 7e de la Finale Coupe du monde de Las Vegas (États-Unis) avec Robin Hood W
  - 3e du Grand Prix du Global Champions Tour de Cannes avec Robin Hood W
  - 6e par équipe et 15e en individuel au Championnat d'Europe de Windsor avec Robin Hood W
  - 2e de la Coupe des nations de Dublin (Irlande) avec Robin Hood W
  - 3e de la Coupe des nations de Rome (Italie) avec Robin Hood W
  - Vainqueur des Christmas Masters lors du CSIW-5* de Londres avec Wonderboy II
- 2010 :Ben Maher et Tripple X lors du Grand Prix Global Champions Tour de Cannes (juin 2012).

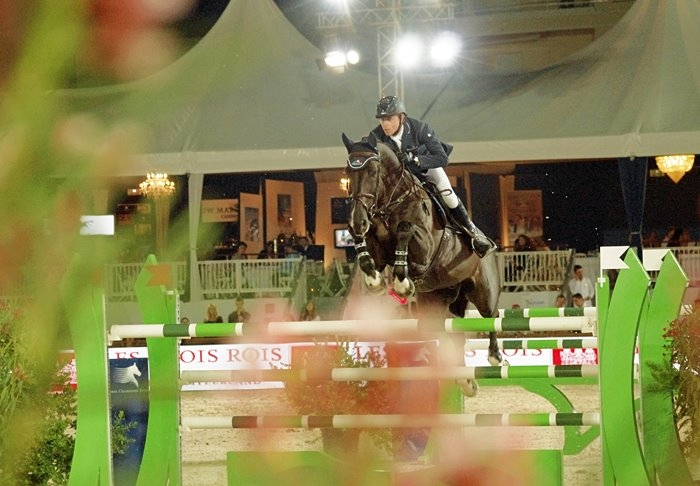
Ben Maher et Tripple X lors du Grand Prix Global Champions Tour de Cannes (juin 2012).

  - Vainqueur du Prix Rabobank lors du CSIW-5* de s'Hertogenbosch (Pays-Bas) avec Wonderboy II
  - 3e de la Coupe des nations de St-Gall (Suisse) avec Robin Hood W
  - 2e de la Coupe des nations de Rome (Italie) avec Robin Hood W
  - Vainqueur du Grand Prix Arena lors du Global Champions Tour de Valkenswaard (Pays-Bas) avec Oscar
- 2011 : 
  -  Médaille de bronze par équipe et 12e en individuel au Championnat d'Europe de Madrid (Espagne) avec Tripple X III
  - 2e de la Coupe des nations de Rotterdam (Pays-Bas) avec Tripple X III
  - Vainqueur du Grand Prix Coupe du monde du CSIW-5* de Londres (Grande-Bretagne) avec Tripple X III

- 2012 :
  - Vainqueur du Prix LGT lors du CSI-5* de Bâle (Suisse) avec Tripple X III
  - Vainqueur du Grand Prix Global Champions Tour de Valence avec Tripple X III
  -  Champion olympique par équipes et 9e en individuel aux Jeux olympiques de Londres (Grande-Bretagne) avec Tripple X III
  - Vainqueur de 4 épreuves pendant le CSIW-5* de Londres : la Puissance avec Noctambule Courcelle, le Prix Earls Court avec Aristo Z, les "Christmas Masters" avec Tripple X et le Prix "Kingsland" avec Milena

- 2013 :
  - 2e de la Coupe du monde du CSIW-5* à Wellington avec Cella
  - Vainqueur du Prix RMC avec Aristo Z lors du CSIO-5* de La Baule
  - 3e de la Coupe des nations du CSIO-5* à La Baule avec Cella
  - Vainqueur du Grand Prix du Global Champions Tour de Londres avec Cella
  -  Champion d'Europe par équipe au Championnat d'Europe à Herning avec Cella
  -  Vice-Champion d'Europe en individuel au Championnat d'Europe à Herning avec Cella

- 2020 :
  -  Champion olympique en individuel au saut d'obstacles aux Jeux olympiques de 2020 à Tokyo
- 2024 :
  -  Champion olympique au saut d'obstacles par équipes aux Jeux olympiques d'été de 2024 à Versailles